# UFC Fight Night: Belfort vs. Gastelum
UFC Fight Night: Belfort vs. Gastelum è stato un evento di arti marziali miste tenuto dalla Ultimate Fighting Championship l'11 marzo 2017 al Centro de Formação Olímpica do Nordeste di Fortaleza, Brasile.

## Risultati
|                                   | Divisione         |                      |                 |                    | Metodo                                       | Round           | Tempo           | Premio          |
| Card Principale                   | Card Principale   | Card Principale      | Card Principale | Card Principale    | Card Principale                              | Card Principale | Card Principale | Card Principale |
| --------------------------------- | ----------------- | -------------------- | --------------- | ------------------ | -------------------------------------------- | --------------- | --------------- | --------------- |
|                                   | Pesi medi         | Kelvin Gastelum      | vs.             | Vítor Belfort      | No-Contest (rovesciato)                      | 1               | 3:52            | POTN            |
|                                   | Pesi mediomassimi | Maurício Rua         | batte           | Gian Villante      | KO tecnico (pugni)                           | 3               | 0:59            |                 |
|                                   | Pesi leggeri      | Edson Barboza        | batte           | Beneil Dariush     | KO (ginocchiata in salto)                    | 2               | 3:35            | POTN            |
|                                   | Pesi mosca        | Ray Borg             | batte           | Jussier Formiga    | Decisione unanime (29-28, 29-28, 29-28)      | 3               | 5:00            |                 |
|                                   | Pesi gallo (F)    | Bethe Correia        | contro          | Marion Reneau      | Pareggio maggioritario (27-29, 28-28, 28-28) | 3               | 5:00            |                 |
|                                   | Pesi welter       | Alex Oliveira        | batte           | Tim Means          | Sottomissione (rear-naked choke)             | 2               | 2:38            |                 |
| Card Preliminare (Fox Sports 1)   |                   |                      |                 |                    |                                              |                 |                 |                 |
|                                   | Pesi leggeri      | Kevin Lee            | batte           | Francisco Trinaldo | Sottomissione (rear-naked choke))            | 2               | 3:12            |                 |
|                                   | Pesi welter       | Sérgio Moraes        | batte           | Davi Ramos         | Decisione unanime (30-27, 30-27, 30-27)      | 3               | 5:00            |                 |
|                                   | Pesi gallo        | Joe Soto             | batte           | Rani Yahya         | Decisione unanime (29-28, 29-27, 29-27)      | 3               | 5:00            |                 |
|                                   | Pesi leggeri      | Michel Prazeres      | batte           | Josh Burkman       | Sottomissione (north-south choke)            | 1               | 1:41            | POTN            |
| Card Preliminare (UFC Fight Pass) |                   |                      |                 |                    |                                              |                 |                 |                 |
|                                   | Pesi piuma        | Jeremy Kennedy       | batte           | Rony Jason         | Decisione unanime (29-28, 29-28, 29-27)      | 3               | 5:00            |                 |
|                                   | Pesi medi         | Paulo Henrique Costa | batte           | Garreth McLellan   | KO tecnico (pugni)                           | 1               | 1:17            | POTN            |

## Premi
I lottatori premiati ricevettero un bonus di 50.000 dollari.
Legenda:
- FOTN: Fight of the Night (vengono premiati entrambi gli atleti per il miglior incontro dell'evento)
- POTN: Performance of the Night (viene premiato il vincitore per la migliore performance dell'evento)